# Drosophila quadrisetata (artgrupp)
Drosophila quadrisetata är en monofyletisk artgrupp inom släktet Drosophila och undersläktet Drosophila. Artgruppen innehåller 15 olika arter.

## Arter inom artgruppen
- Drosophila aotsukai
- Drosophila barutani
- Drosophila beppui
- Drosophila flumenicola
- Drosophila fulva
- Drosophila hyperpolychaeta
- Drosophila karakasa
- Drosophila lichuanensis
- Drosophila multidentata
- Drosophila perlucida
- Drosophila pilosa
- Drosophila potamophila
- Drosophila quadrisetata
- Drosophila rinjaniensis
- Drosophila sundaensis